# گل‌ساعتی ارغوانی
 پیچ ساعتی(نام علمی: Passiflora incarnata) نام یک گونه از سرده گل ساعت است.